# Ochthebius olicinium
Ochthebius olicinium är en skalbaggsart som beskrevs av Manfred A. Jäch 1990. Ochthebius olicinium ingår i släktet Ochthebius och familjen vattenbrynsbaggar. Inga underarter finns listade i Catalogue of Life.